# Nicolas Fatio de Duillier
Nicolas Fatio de Duillier (Castillo Le Vieux clos, Duillier, Vaud; 16 de febrero de 1664-Worcester, Inglaterra; 10 de mayo de 1753) fue un conocido matemático y astrónomo suizo. Se destacó por sus investigaciones relativas a la Luz zodiacal y es autor de una teoría sobre la gravitación. Es además conocido por su amistad íntima con Isaac Newton y el papel que desempeñó en la controversia entre Newton y Gottfried Leibniz sobre el descubrimiento del cálculo infinitesimal. Además, fue miembro de la Royal Society de Londres.

## Biografía

### Juventud
Fatio fue el séptimo hijo de los catorce del matrimonio formado por Jean-Baptiste y Cathérine Fatio en Basilea, Suiza. La familia se radicó a partir de 1672 en Duillier.
En 1682 cuando Fatio tenía 18 años, viajó a París para seguir estudios de astronomía bajo la dirección de Giovanni Cassini en el Observatorio de París. Su mayor éxito consistió en la explicación de la naturaleza de la luz zodiacal, en el año 1684, fenómeno que atribuyó a partículas que reflejan la luz solar.
En 1686 Fatio fue por casualidad testigo de una conspiración en contra de Guillermo de Orange, que contribuyó a evitar. Ese mismo año conoció a Jakob Bernoulli y a Christiaan Huygens, con quienes estableció una particular cooperación, principalmente en el terreno del análisis matemático.
En 1687 viajó a Londres, donde conoció a John Wallis y a Edward Bernard (1638-1697) con quienes trabajó para encontrar una solución al problema de la tangente inversa. También trabó amistad con Gilbert Burnet, John Locke, Richard Hampden y su hijo John Hampden. Gracias a la recomendación de John Hoskyns fue admitido en 1688 como miembro de la Royal Society de Londres.
En 1688 realizó una explicación acerca de la teoría mecánica de la gravitación de Huygens en la Royal Society, en la que trató de unificar la teoría de aquel con la de Newton. En 1690 escribió una correspondencia a Huygens, en la que esquematizaba su propia teoría gravitacional, que llegó a ser conocida ulteriormente como la teoría de la gravitación de Le Sage. En dicha teoría, sobre la cual trabajó hasta el fin de sus días, explica la gravitación como el efecto de partículas diminutas que impulsan masas de mayor magnitud unas en dirección de las otras.
Hacia 1700, juntamente con Pierre de Baufre investigaron el uso de piedras preciosas en relojes mecánicos. En 1705 ambos obtuvieron una patente industrial por dichos mecanismos que se utilizan aún hoy en día.

### Relación con Newton
Mantuvo una estrecha relación con Isaac Newton. En 1691, Fatio, que estaba profundamente impresionado por la teoría de la gravitación de aquel, comenzó a elaborar una nueva versión del libro de Newton Philosophiae Naturalis Principia Mathematica, que nunca concluyó. Hacia 1694, ambos hombres se habían distanciado.

### Papel en la disputa entre Newton y Leibniz
Es conocida la disputa entre Newton y Leibniz acerca de quien de entre ellos habría descubierto primero el análisis matemático y se sostiene que Fatio habría sido el iniciador de la misma. En efecto, en el año 1699 escribió una carta a Leibniz reprochándole el haberse apropiado de propiedad intelectual que no le pertenecía, lo que habría estado en el origen de la disputa.

### Fatio y los Camisards
En 1707 Fatio cayó bajo la influencia de la secta de los Camisards, lo que arruinó su reputación en los medios científicos. A raíz de ello, abandonó Inglaterra y tomó parte en peregrinajes en toda Europa. Luego de su regreso, muy pocos de sus documentos fueron publicados.

## Legado
Fatio murió en 1753 en las cercanías de Worcester, en Inglaterra. Luego de su muerte, su compatriota Georges-Louis Le Sage intentó comprar la documentación científica dejada por Fatio. Dichos documentos, como así los elaborados ulteriormente por Le Sage se encuentran actualmente en la biblioteca de la Universidad de Ginebra.